# ذخیره‌گاه طبیعی دالنووستوچنی مورسکوی
ذخیره‌گاه طبیعی دالنووستوچنی مورسکوی (انگلیسی: Dalnevostochny Morskoy Nature Reserve) یک پارک و ذخیره‌گاه طبیعی در سرزمین پریمورسکی کشور روسیه است.